# هوانغ جين سونغ
هوانغ جين سونغ (5 مايو 1984 بسول في كوريا الجنوبية - ) هو لاعب كرة قدم كوري جنوبي في مركز الوسط. شارك مع منتخب كوريا الجنوبية لكرة القدم. أما مع النوادي، فقد لعب مع بوهانغ ستيلرز ونادي سونغنام ونادي كيوتو سانغا وRoyale Union Tubize-Braine ‏ وفاغيانو أوكاياما.

## وصلات خارجية
- هوانغ جين سونغ على موقع رابطة كرة القدم اليابانية للمحترفين (اليابانية)
- هوانغ جين سونغ على موقع دوري كوريا الجنوبية (الإنجليزية)
- هوانغ جين سونغ على موقع قاعدة بيانات كرة القدم.إي يو (الإنجليزية)
- هوانغ جين سونغ على موقع ناشيونال فوتبول تيمز (الإنجليزية)
- هوانغ جين سونغ على موقع Soccerway.com (الإنجليزية)